# Paul Theunissen
Pour les articles homonymes, voir Theunissen.
Paul Ludovic Theunissen, né le 3 août 1873 à Anzin, et mort le 9 janvier 1931 dans le 15e arrondissement de Paris, est un sculpteur français,,.
Il est le frère du sculpteur Corneille Theunissen (1863-1918).

## Biographie
Fils du cordonnier pierre Liévin, Paul est d'abord garçon pâtissier avant de suivre des cours de sculpture aux Académies de Valenciennes et en devint lauréat. En 1891, il est admis à l'École des beaux-arts de Paris.
Il obtint de plusieurs médailles à l'École des beaux-arts de Paris et le prix Chenavard. Il a été médaillé au Salon des artistes français et obtint une bourse de voyage décerné par le Conseil supérieur des beaux-arts. Il fut hors concours à l'Exposition Saint-Louis de 1904. Il tenta plusieurs fois d'obtenir le prix de Rome et devint professeur dans les écoles supérieures de la ville de Paris.  
Il fut nommé chevalier de la Légion d'honneur en 1926. Il repose au cimetière ancien de Châtenay-Malabry.

## Œuvres

### Œuvres dans les collections publiques
- Anzin : Idylle au Pays Noir.
- Caudry : Monument aux morts, 1922.
- Lamarche : Monument à Charles Renard.
- Paris :
  - cimetière du Père-Lachaise : Alphonse Bertillon, 1918, bas-relief en bronze.
  - Cour des comptes : Marianne.
- Péronne : Le Siège de Péronne en 1536 et La Tranchée, 1926, bas-reliefs en bronze  du Monument aux morts. Le reste du monument est l'œuvre de Paul Auban.
- Valenciennes, parc de la Rhonelle : Caïn jaloux, haut-relief en marbre.

### Œuvres exposées au Salon
- 1901 : Caïn jaloux, haut-relief en plâtre[6].
- 1909 : Idylle au Pays Noir, médaille d'or.

## Galerie

Œuvres de Paul Theunissen
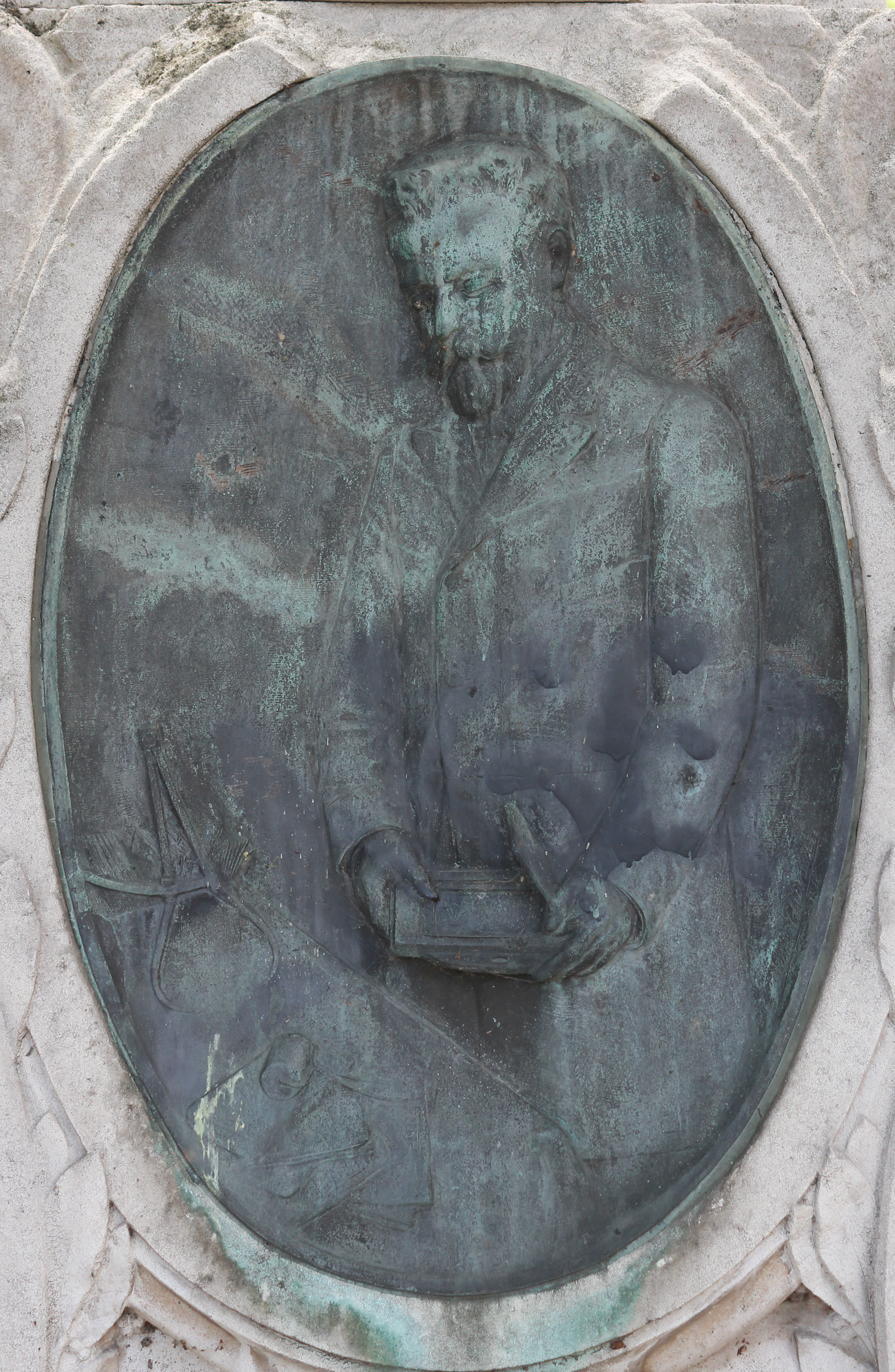
Alphonse Bertillon (1918), Paris, cimetière du Père-Lachaise.
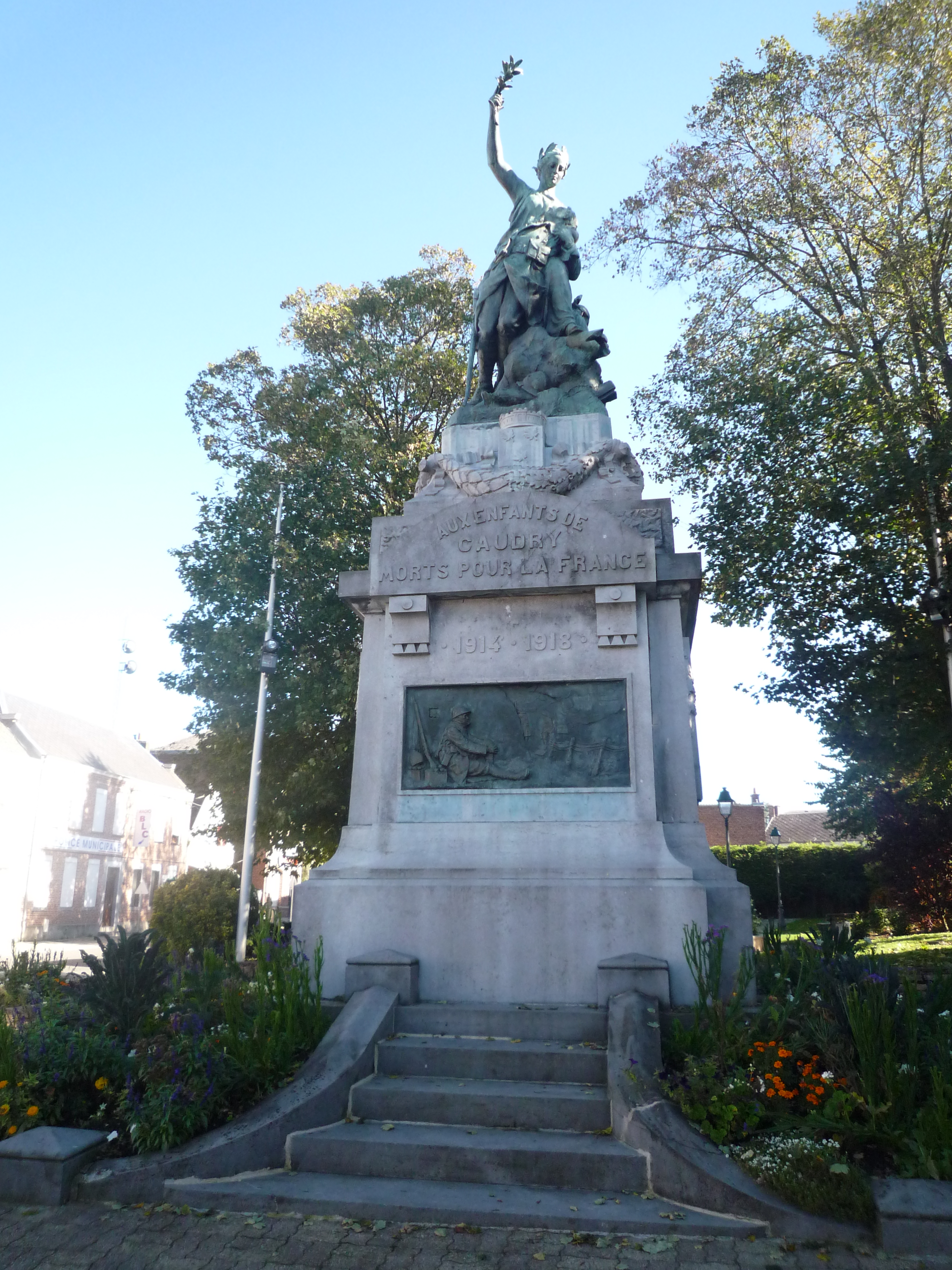
Monument aux morts de Caudry (1922).
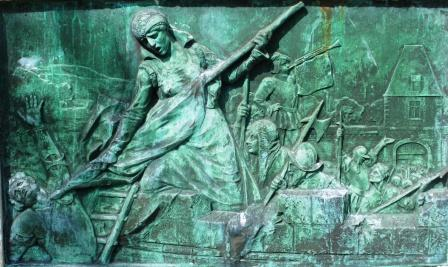
Le Siège de Péronne en 1536, bas-relief du Monument aux morts de Péronne (1926).